# 分段甲
分段甲（拉丁語：lorica segmentata）是一種層甲。
其名稱是拉丁语中鎧甲或胸甲的意思，是分成片段的意思，古羅馬人如何稱呼這種鎧甲并不明确，这一名稱于16世紀由學者提出；据推測古羅馬人使用的称呼至少应有一词，该词是羅馬人對所有鎧甲的通稱。

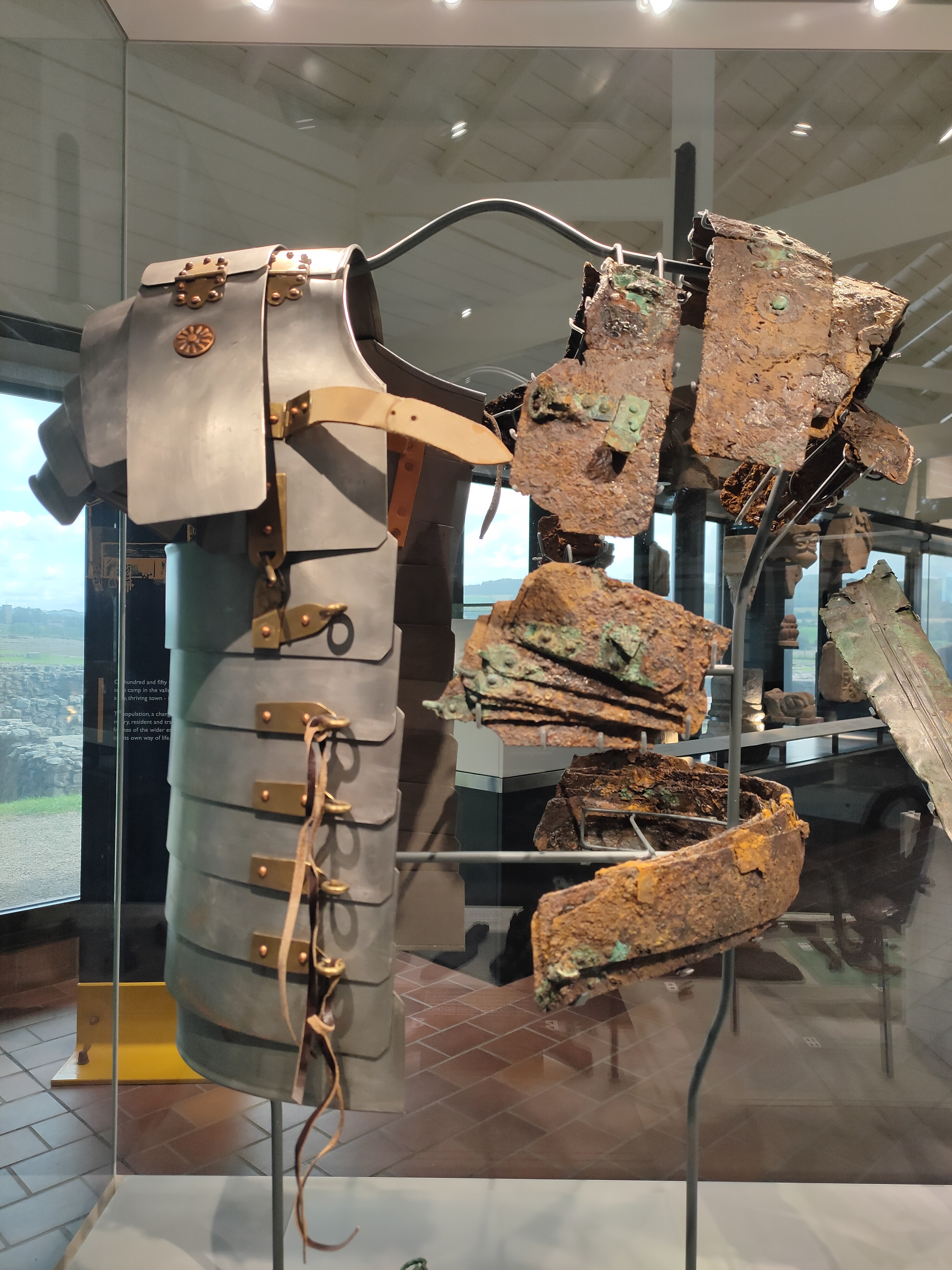
圖左為仿製品，圖右為殘片。

雖然分段甲常常被視為羅馬人的特色，但當羅馬人使用分段甲時，製作分段甲已經算是一種很老的技術。西元前15世紀的Dendra panoply鎧甲就是用了類似的重疊彎曲金屬板技術。帕提亞人比羅馬人更早使用分段甲。達契亞人、斯基泰人、薩爾馬提亞人也可能早於羅馬人之前使用分段甲。一種稱作袖甲（Manica）的護臂被作為軍用品之前可能已經是角鬥士的護具。目前仍不確定羅馬人何時開始使用分段甲，有可能是西元前53年、西元21年或至少在西元9年之前。
大概在西元3世紀中期，分段甲已不受羅馬軍青睞，羅馬軍最後一次使用這種鎧甲的年代是西元4世紀。